# Hans en Grietje

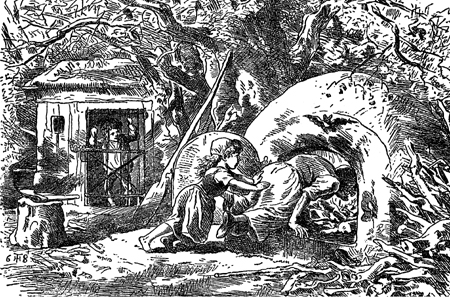
Grietje duwt de heks in de oven

Hans en Grietje (Duits: Hänsel und Gretel) is een Duits sprookje dat onder meer is opgetekend in Hessen.

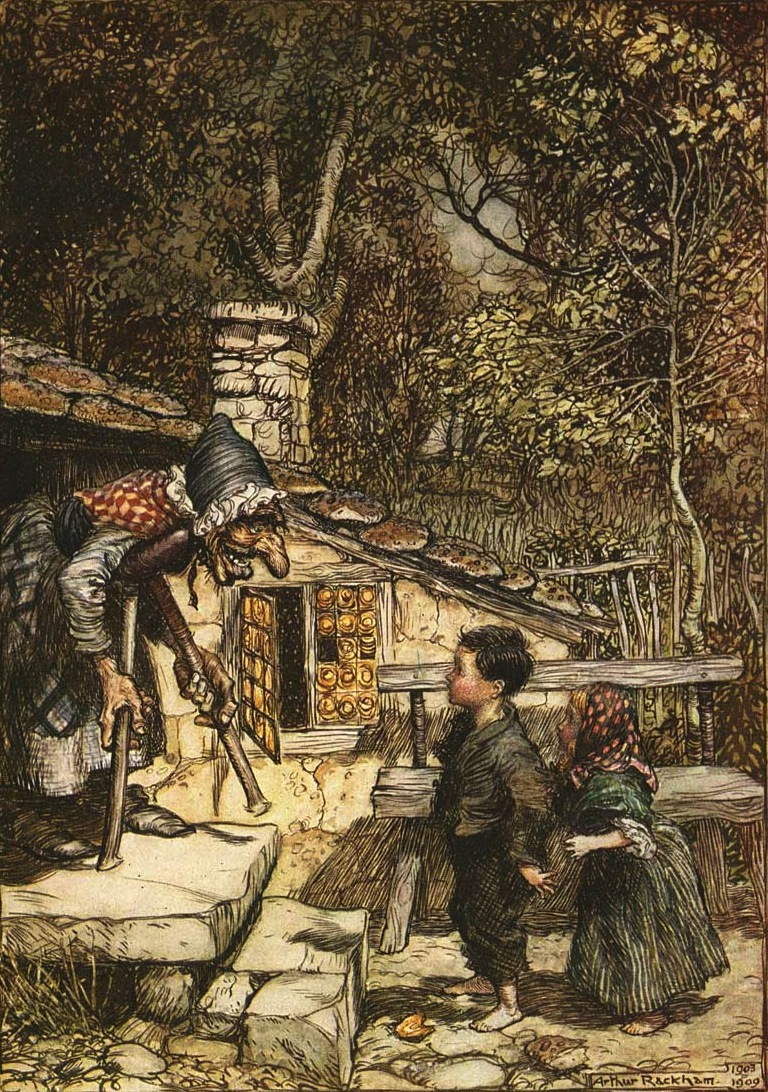
Hans en Grietje en de heks, afgebeeld door Arthur Rackham in The Fairy Tales of the Brothers Grimm van Mevr. Edgar Lucas uit 1909

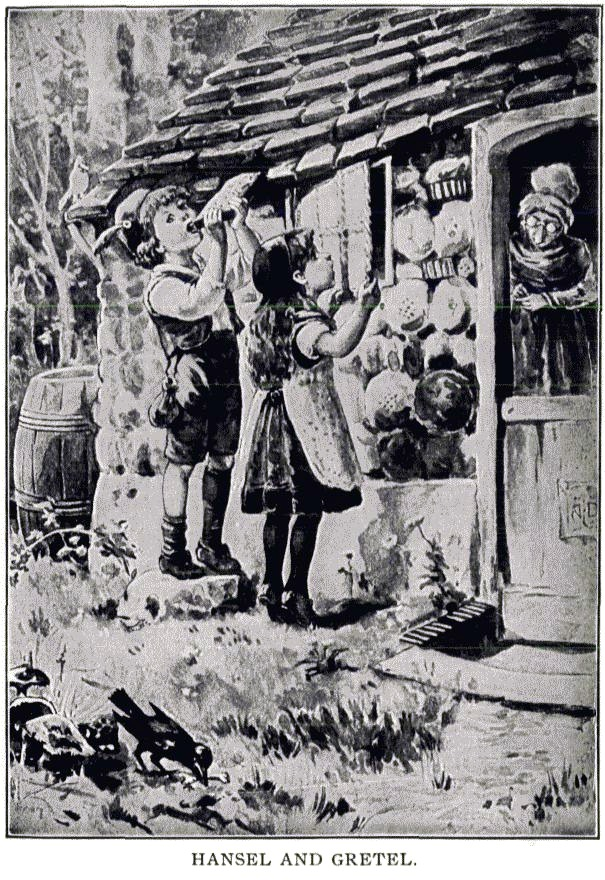
Hans en Grietje eten van het peperkoekhuisje van de heks

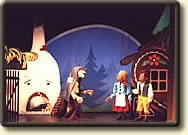
Hans en Grietje

De bekendste versie is die van de gebroeders Grimm, verschenen in Kinder- und Hausmärchen onder nummer KHM15. Het sprookje werd door Ludwig Bechstein overgenomen in de eerste editie van zijn Deutsches Märchenbuch (1845), onder de titel Vom Hänschen und Gretchen, die in die roten Beeren gingen.

## Het verhaal
Hans en Grietje wonen met hun vader, die houthakker is, en hun stiefmoeder aan de rand van een bos. Het gezin is erg arm. Op een nacht besluit de stiefmoeder, zeer tegen de wil van haar man, om de twee kinderen de volgende dag in het bos achter te laten, aangezien er niet genoeg eten meer is voor hen alle vier.
De kinderen liggen wakker door de honger en horen in de kamer ernaast het plan dat wordt besproken. Grietje is wanhopig, maar Hans heeft een plan; hij gaat zijn bed uit en zoekt buiten kiezelstenen die hij in zijn jaszak verstopt. Als ze de volgende dag met zijn vieren het bos in lopen, blijft Hans steeds even stilstaan en laat intussen een spoor van kiezelstenen achter. Als Hans en Grietje alleen worden achtergelaten op een open plek in het bos onder voorwendsel dat ze 's avonds weer worden opgehaald, kunnen ze de weg naar huis zelf terugvinden in het licht van de volle maan dat op de kiezelstenen weerkaatst. Als ze aankloppen, reageert hun stiefmoeder − die de schone schijn moet ophouden − boos omdat ze zo lang in het bos zijn gebleven. Vader is erg blij ze terug te zien.
Na een tijdje is de nood weer erg hoog en opnieuw horen de kinderen hoe de stiefmoeder hun vader overhaalt hen maar in het bos achter te laten. Hans wil opnieuw kiezelstenen zoeken, maar de stiefmoeder heeft de deur van het huisje deze keer op slot gedaan. Hans laat nu kruimeltjes van zijn brood vallen en als ze alleen zijn in het bos, deelt Grietje haar brood met hem. Als ze 's avonds het spoor van de broodkruimels zoeken, blijkt dit echter door de vogels te zijn opgegeten. Nu zijn ze dus werkelijk op zichzelf aangewezen.
De derde ochtend na het vertrek uit het ouderlijk huis komen ze een sneeuwwit vogeltje tegen, dat hen leidt naar een huisje dat gemaakt is van brood, met een dak van koek en ramen van witte suiker. De kinderen eten wat van het huisje en horen dan de stem van een oude vrouw, die verschijnt in de deuropening. De vrouw heeft rode ogen en een slecht zicht, maar komt heel vriendelijk over. Ze neemt de kinderen mee naar binnen en geeft ze melk en pannenkoeken. Daarna mogen Hans en Grietje ook bij haar overnachten.
De volgende morgen blijkt de vrouw echter een kwaadaardige heks te zijn, die het huisje speciaal heeft gebouwd om kinderen te lokken. Ze wil Hans vetmesten om hem daarna op te eten. Ze sluit hem op in een kooi en geeft hem goed te eten. De heks wil Grietje houden als slavin en zij krijgt enkel kreeftenschalen te eten. De heks voelt elke dag aan de vingers van Hans om te controleren of hij al vet genoeg is. Hans steekt echter steeds een botje tussen de tralies door naar buiten. De heks, die niet goed kan zien, denkt hierdoor dat hij mager blijft. Na een tijdje besluit de heks het dik worden van Hans niet langer af te wachten en ze laat Grietje water halen met de bedoeling Hans hierin te koken. De oven is al gestookt en de heks is inmiddels van plan om ook Grietje hierin te duwen. Ze vraagt Grietje om het brood uit de oven te halen. Grietje, die de list doorheeft, doet alsof ze niet weet hoe de oven werkt. Als de heks het voordoet wordt ze door Grietje zelf de oven in geduwd, haar dood tegemoet.
Grietje bevrijdt Hans. Ze gaan nu samen het huis binnen, waar ze kisten vol parels en edelstenen vinden die ze besluiten mee te nemen. Ze lopen het bos uit en komen bij een groot water, waar Grietje een witte eend vraagt om hen naar de overkant te brengen. Na nog een tijd gelopen te hebben, zien de twee kinderen het huisje van hun vader weer. De houthakker is erg somber sinds hij zijn kinderen moest achterlaten. De stiefmoeder is inmiddels gestorven. Ze zijn erg gelukkig om met z'n drieën weer samen te zijn. Dankzij de schat van de heks hoeven ze niet langer in armoede te leven.

## Achtergronden bij het verhaal
- De eerste woorden van de heks als ze de kinderen bemerkt zijn: Knusper, knusper, kneischen, wer knuspert an meinem Häuschen?, in het Nederlands vertaald als "Knibbel knabbel knuisje, wie knabbelt (er) aan mijn huisje?" Hans en Grietje antwoorden: "De wind, de wind, dat hemelse kind". Dit zijn waarschijnlijk de bekendste catchphrases uit het sprookje.
- Het verhaal is in veel landen bekend, in meerdere varianten. Soms zit er een wolf in het huisje in plaats van een heks. Het begin en het einde vertonen overeenkomsten met het begin en einde van het sprookje Klein Duimpje en de reus van Perrault. Door de bewerking van Wilhelm Grimm heeft het sprookje een sterke structuur gekregen; het verhaal eindigt op de plaats waar het begint. Er zijn twee huisjes, twee boze vrouwen en twee witte vogels. Hans vindt twee soorten stenen, twee keer gaan de kinderen op weg (de eerste keer redt Hans de situatie, de tweede keer is dit Grietje).
- In 1963 publiceerde Hans Traxler (onder het pseudoniem Georg Ossegg) een verhandeling genaamd Die Wahrheit über Hänsel und Gretel, waarin hij zijn zogenaamde zoektocht naar de waarheid achter het sprookje en zijn ontdekkingen (een moord op een vermeende heks in 1647) beschreef.

## Onderliggende betekenissen van de verhaalelementen
Een vrij duidelijke moraal die het verhaal uitdraagt is: vertrouw nooit zomaar een onbekende, al maakt deze nog zo'n sympathieke indruk.
Een zeer belangrijk thema in het verhaal lijkt verder het opgroeien en zelfstandig worden, ofwel het zich losmaken van de moeder. Terwijl Hans en Grietje door de heks gevangen worden gehouden, leren ze langzaamaan op eigen benen te staan. Tekenend is hierbij ook dat ze het huis van hun vader vervolgens wel terugvinden, terwijl dat eerder niet lukte. Volgens sommige studies kan de heks zelf als een vervangende moederfiguur worden gezien. Dit zou onder meer tot uiting komen in het gegeven dat haar huis is gemaakt van brood, een van de meest basale voedingsmiddelen. Het feit dat ze de kinderen in eerste instantie zeer vriendelijk ontvangt en hen vervolgens tot slaven maakt, zou verder een verwijzing zijn naar de verstoting uit het moederlijke paradijs. De rol van de heks in het verhaal zou hiermee in zekere zin juist positief zijn, aangezien ze de kinderen op weg helpt naar de zelfstandigheid. Het bos waar de kinderen in alle verlorenheid ronddwalen kan worden gezien als symbool voor het leven zelf, waarin men zijn eigen weg moet zien te vinden.
Over de betekenis die aan de oven moet worden toegekend bestaan allerlei uiteenlopende theorieën. Het zou bijvoorbeeld een verwijzing kunnen zijn naar de hel. De oven kan echter ook symbool staan voor het dierlijke onderbewustzijn van de mens en in die zin ook verwijzen naar het moederschap waar ook de heks mee geassocieerd wordt.

## Psychologische aspecten
Broer en zus staan in sommige psychoanalytische interpretaties voor het mannelijke (handelende, verstandige) en vrouwelijke (gevoelsmatige, intuïtieve) in de mens, de anima en animus (ziel en geest). Iets vergelijkbaars kan worden opgemerkt over het sprookje Broertje en zusje (KHM11).

## Trivia
- Vlak na de Tweede Wereldoorlog meenden bezorgde Amerikanen een verband te zien met het concentratiekamp Auschwitz.[2]
- De term broodkruimelnavigatie binnen websites is vernoemd naar het broodkruimelspoor uit het sprookje.[5]
- Het sprookje speelt ook een rol in De holle heks (1985), een album uit de stripreeks van Jerom.

## Opera
De Duitse componist Engelbert Humperdinck verwerkte in 1891 het sprookje tot zijn zeer succesvolle opera Hänsel und Gretel.